# (2782) Léonidas
(2782) Léonidas est un astéroïde de la ceinture principale.

## Description
(2782) Léonidas, internationalement (2782) Leonidas, est un astéroïde de la ceinture principale. Il fut découvert le 24 septembre 1960 à l'Observatoire Palomar par Cornelis Johannes van Houten, Ingrid van Houten-Groeneveld et Tom Gehrels. Il présente une orbite caractérisée par un demi-grand axe de 2,68 UA, une excentricité de 0,22 et une inclinaison de 3,8° par rapport à l'écliptique.
Il fut nommé d'après le roi Léonidas Ier de Sparte, né vers -540 et mort en -480 av. J.-C..

## Compléments